# Csökmői gyepek
Csökmői gyepek este o arie protejată (arie specială de conservare — SAC, sit de importanță comunitară — SCI) din Ungaria întinsă pe o suprafață de 607,48 ha, integral pe uscat.

## Localizare
Centrul sitului Csökmői gyepek este situat la coordonatele 47°02′08″N 21°14′33″E / 47.035556°N 21.2425°E.

## Înființare
Situl Csökmői gyepek a fost declarat sit de importanță comunitară în mai 2004 pentru a proteja 5 specii de animale. Situl a fost protejat și ca arie specială de conservare în februarie 2010.

## Biodiversitate
Situată în ecoregiunea panonică, aria protejată conține 1 habitat natural: Stepe și mlaștini sărate panonice.
La baza desemnării sitului se află mai multe specii protejate:
- amfibieni (2): buhai de baltă cu burta roșie (Bombina bombina), triton cu creastă dobrogean (Triturus dobrogicus)
- mamifere (2): vidră de râu (Lutra lutra), popândău (Spermophilus citellus)
- reptile (1): țestoasa de baltă (Emys orbicularis)